# يو إف سي ليلة القتال: ألميدا ضد جاربرانت
يو إف سي ليلة القتال: ألميدا ضد جاربرانت (بالإنجليزية: UFC Fight Night: Almeida vs. Garbrandt)‏ هو حدث لفنون القتال المختلطة نظمته يو إف سي، أُقيم في 29 مايو 2016، على ميشيلوب ألترا أرينا في لاس فيغاس، نيفادا، الولايات المتحدة.